# Championnat du Venezuela de football 1971
Navigation
Saison 1970 Saison 1972
La saison 1971 du championnat du Venezuela de football est la quinzième édition du championnat de première division professionnelle au Venezuela et la cinquante-et-unième saison du championnat national. Les huit clubs sont regroupés au sein d'une poule unique où ils s'affrontent quatre fois, deux fois à domicile et deux fois à l'extérieur. En fin de saison, le dernier du championnat est remplacé par deux clubs des divisions inférieures.
C'est le club du Valencia FC qui remporte la compétition, après avoir terminé en tête du classement final, avec quatre points d'avance sur le Deportivo Italia et huit sur Tiquire Aragua. C'est le tout premier titre du club.

## Les clubs participants
| - Deportivo Portugués - Tiquire Aragua - UD Canarias - Deportivo Italia | - Deportivo Galicia - Anzoátegui FC - Lara FC - Valencia FC |

## Compétition
Le barème utilisé pour établir le classement est le suivant :
- Victoire : 2 points
- Match nul : 1 point
- Défaite : 0 point

### Classement
| Rang | Équipe              | Pts | J  | G  | N  | P  | Bp | Bc | Diff |
| ---- | ------------------- | --- | -- | -- | -- | -- | -- | -- | ---- |
| 1    | Valencia FC         | 41  | 28 | 17 | 7  | 4  | 46 | 19 | +27  |
| 2    | Deportivo Italia    | 37  | 28 | 14 | 9  | 5  | 46 | 23 | +23  |
| 3    | Tiquire Aragua      | 33  | 28 | 12 | 9  | 7  | 39 | 37 | +2   |
| 4    | Deportivo GaliciaT  | 31  | 28 | 12 | 7  | 9  | 42 | 34 | +8   |
| 5    | UD Canarias         | 30  | 28 | 9  | 12 | 7  | 37 | 26 | +11  |
| 6    | Anzoátegui FC       | 25  | 28 | 8  | 9  | 11 | 32 | 37 | -5   |
| 7    | Deportivo Portugués | 16  | 28 | 5  | 6  | 17 | 26 | 46 | -20  |
| 8    | Lara FC             | 15  | 28 | 4  | 7  | 17 | 26 | 55 | -29  |

|  | Qualification pour la Copa Libertadores 1972               |
|  | Retrait du championnat la saison prochaine                 |
|  | T : Tenant du titre C : Vainqueur de la Coupe du Venezuela |

## Bilan de la saison
| Championnat du Venezuela de football 1971 |                         |
| Champion                                  | Valencia FC (1er titre) |
| Coupes et trophées                        |                         |
| Vainqueur de la Coupe du Venezuela 1971   | Estudiantes de Mérida   |
| Qualifications continentales              |                         |
| Copa Libertadores 1972                    | Valencia FC             |
| Copa Libertadores 1972                    | Deportivo Italia        |
| Promotions et relégations                 |                         |
| Promus en Primera División                | Portuguesa FC           |
| Promus en Primera División                | Estudiantes de Mérida   |
| Relégués en Segunda A                     | Lara FC                 |